# Cap dera Picada
El Cap dera Picada és una muntanya de 2.598 metres que es troba entre els municipis d'Es Bòrdes, a la comarca de la Vall d'Aran i França.